# Cnephora catocalaria
Cnephora catocalaria là một loài bướm đêm trong họ Geometridae.